# 周承光
周承光，江西鄱陽縣人，清朝政治人物、進士出身。
光緒十二年，登進士，同年五月，改翰林院庶吉士。光緒十五年四月，散館，授翰林院編修。光緒十七年，任順天鄉試同考官。光緒二十三年，改山東道監察御史。